# Focus 8.5 / Beyond the horizon
Focus 8.5 / Beyond the horizon is een muziekalbum van Focus. Opnamen van dit album vonden plaats in 2005 toen Focus een tournee hield in Zuid-Amerika. De muziekgroep trok met een aantal Braziliaanse musici de geluidsstudio’s in (Castle Studio en Studio 888) en kwam met een bijna geheel instrumentaal album.

## Musici
- Thijs van Leer – dwarsfluit, toetsinstrumenten (track 1, 2, 5, 7)
- Pierre van der Linden – drumstel (1, 4, 6, 7)
- Bobby Jacobs – basgitaar (2, 3, 7)
- Jan Dumée – gitaar (2, 4)
- Arthur Maia – basgitaar (1)
- Sérgio Chiavazzoli – gitaar (1, 3, 5)
- Marvio Ciribelli – teclados (1), toetsinstrumenten (3, 4, 5, 7), zang (2)
- Marcio Bahia – zang, geluidseffecten (4, 5, 6), drumstel (6, 7)
- Rogério Fernandes – basgitaar (5)
- Amario Júnior – drumstel (3, 4, 5)
- Flavio Santos – percussie (3, 4, 5)
- Mylena Ciribelli – zang, geluidsefferten (2, 3, 5)
- Fabliano Segalote – trombone, zang (3, 5)
- Marcio Lott – zang (2)
- Thaís Motta – zang (2, 3, 7)
- Marcelo Martins – dwarsfluit (3)
- Aladberto Miranda – palms (3)
- David Ganc, Mário Seve – dwarsfluit (7)

## Muziek
| Nr. | Titel                                                                                           | Duur  |
| --- | ----------------------------------------------------------------------------------------------- | ----- |
| 1.  | Focus zero (Van Leer, Van der Linden)                                                           | 10:25 |
| 2.  | Hola, cómo estás (Van Leer)                                                                     | 4:59  |
| 3.  | Rock 5 (Marvio Ciribelli)                                                                       | 7;14  |
| 4.  | Millennium (Dumée)                                                                              | 7;26  |
| 5.  | Înaltã (Marvio Ciribelli)                                                                       | 5:38  |
| 6.  | Talking rhythms (A. Conversation of drums; B. Conversation of drummers) (Van der Linden, Bahia) | 5:26  |
| 7.  | Surrexit Christus (Clemens non Papa, Van Leer)                                                  | 5:38  |